# Ryu Gwansun Gymnasium
Ryu Gwansun Gymnasium (kor. 유관순체육관) – hala sportowa znajdująca się w mieście Cheonan w Korei Południowej. Obiekt wchodzi w skład kompleksu The Cheonan Sports Complex. Hala wykorzystywana jest głównie do rozgrywania spotkań siatkówki i koszykówki. Swoje mecze w roli gospodarza rozgrywa w niej drużyna siatkarska Hyundai Capital Skywalkers. Ryu Gwansun Gymnasium posiada łącznie 5482 miejsca siedzące – 4034 na trybunach stałych, a 1448 na trybunach wysuwanych.